# Les Enquêtes de Kindaichi
Les Enquêtes de Kindaichi (金田一少年の事件簿, Kindaichi shōnen no jikenbo, prononcé /kindaitʃi/) est un manga écrit par Yōzaburō Kanari et dessiné par Fumiya Satō. Il est prépublié depuis 1992 dans le magazine Weekly Shōnen Magazine, et compilé en 71 tomes en juillet 2015 répartis sur plusieurs séries. La version française est publiée aux éditions Tonkam mais la série est arrêtée au bout de 22 volumes.
Une adaptation en série télévisée d'animation produite par le studio Toei Animation voit le jour entre avril 1997 et septembre 2000. Plusieurs films d'animation, séries live et un film live voient également le jour. Une nouvelle série télévisée intitulée Les Enquêtes de Kindaichi : Le Retour est diffusée entre avril et septembre 2014 au Japon et dans les pays francophones en simulcast sur Anime Digital Network. Une deuxième saison est diffusée entre octobre 2015 et mars 2016.
Le manga obtient le Prix du manga Kōdansha dans la catégorie « shōnen » en 1995.

## Synopsis
Hajime Kindaichi est le petit-fils du célèbre détective Kosuke Kindaichi. Il se retrouve mêlé à de sombres histoires de meurtres qu'il arrive à résoudre grâce à son brillant esprit de déduction, aidant ainsi la police. Il est accompagné par Miyuki, son amie d'enfance qui est secrètement amoureuse de lui.

## Personnages
- Hajime Kindaichi (金田一 一, Kindaichi Hajime?) : Hajime est un jeune lycéen de 17 ans paresseux, rêveur et un peu pervers. Mais en réalité, il cache ses véritables capacités qui sont exceptionnelles. Il se retrouvera mêlé à plusieurs enquêtes policières auxquelles il apportera la solution et démasquera le coupable, même si en réalité il n'est pas lié à la police. Très intelligent, il arrive à dénouer les affaires les plus complexes, ce qui fait que la police lui demande régulièrement son aide. Lycéen en temps normal, il joue les idiots, et est nul en classe. Au grand désespoir de sa mère qui voudrait qu'il fasse partie de l’élite. Il a un faible pour Miyuki, son amie d'enfance. Malgré leurs chamailleries, ils s'entendent trop pour rester de simples amis: tout le monde a bien compris les sentiments qu'ils éprouvent l'un pour l’autre, sauf les deux intéressés. Hajimé a aussi des sentiments pour Reïka, une jeune chanteuse de son âge, devenue son amie lors de sa troisième enquête Le Fantôme des neiges. Petit-fils du célèbre détective Kosuke Kindaichi, doté d'un QI de 180, il résout des enquêtes d'une grande complexité, le menant dans des situations terribles voire inhumaines. Mais il reste assez sensible malgré tout... Il arrive que parfois, une enquête se termine assez mal, qu'il doit faire face alors au destin parfois tragique des protagonistes. Il lui est déjà arrivé de pleurer la mort d'êtres chers ou d'envoyer des amis en prison (après qu'il eut prouvé leur culpabilité). Son pire ennemi reste Youichi Takatoh alias « Le marionnettiste de l'enfer ». Hajime le hait par-dessus tout et s’est juré de l’arrêter un jour.

- Miyuki Nanase (七瀬 美雪, Nanase Miyuki?) : Miyuki est l'amie d'enfance d'Hajime. Un peu naïve et un brin soupe au lait, elle est amoureuse de Hajime mais n'ose pas se l'avouer. Elle est très féminine et féministe, et elle n'hésite pas à se battre pour les choses qu'elle croit juste. C'est une bonne élève qui essaye par tous les moyens de faire remonter les résultats scolaires de Hajime. Elle attire bien souvent un certain nombre de garçons, ce qui rend Hajime jaloux. Son esprit de déduction est bien moins aiguisé que celui d'Hajime, mais ses remarques, souvent anodines, permettent souvent à ce dernier d'avoir un éclair de génie. Elle l'accompagne toujours dans ses enquêtes et, parfois, se retrouve en danger de mort à cause de l'assassin. Cependant, le plus souvent, elle aide Hajimé en lui faisant remarquer de petits détails. Ils se disputent souvent et ne sont pas toujours d’accord mais ils tiennent énormément l’un à l’autre. Elle croit en Hajime et ses capacités et sait lui redonner confiance quand il doute de lui-même. Elle s’inquiète souvent pour lui, et prend sa défense quand on le rabaisse. Elle a souvent peur pour lui, car il s’attire inévitablement des ennuis en voulant résoudre des enquêtes. Plus d’une fois, elle a failli le perdre.

- Isamu Kenmochi (剣持 勇, Kenmochi Isamu?) : L'inspecteur Kenmochi est un fonctionnaire de la 1re division de la Police de Tokyo, il a donc un rang relativement élevé. Il s'agit pourtant d'un inspecteur médiocre qui demande souvent de l'aide à Hajime Kindaichi qu'il sait brillant sous ses airs de pervers et de mauvais élève. Il est sous les ordres du commissaire Akechi. Surnommé « papy » par Hajime, il a beaucoup d’affection pour Hajime et Miyuki. C’est le personnage tragi-comique de la série : fauché comme les blés et un peu excentrique, il a souvent des réactions cocasses. Il est marié et père d'une petite fille.

- Kengo Akechi (明智 健悟, Akechi Kengo?) : Akechi est un jeune commissaire de la police de Tokyo. Il est très rapidement monté en grade et joue également du prestige de son père, lui aussi policier. Très sûr de lui au début, Akechi va à plusieurs reprises défier Hajime dans le domaine des déductions, mais bien vite, il apprendra à faire confiance au jeune détective, même si une certaine rivalité demeure entre eux. Il est en quelque sorte le rival de Kindaichi et c'est le supérieur hiérarchique de Kenmochi malgré son jeune âge. Il est presque aussi intelligent que le lycéen. C'est un homme très raffiné et cultivé, et qui a eu plusieurs passe-temps divers et variés au cours de sa vie, de violoniste à escrimeur en passant par joueur d'échecs. Dans les affaires où il est impliqué, il aime être en concurrence avec le jeune homme, c'est à celui qui résoudra le mystère en premier. Il trouve ce jeu amusant contrairement à Kindaichi qui ne l'apprécie que moyennement. Les jeux d'énigme le passionnent et c'est pour ça qu'il est devenu policier.

- Reika Hayami (速水 玲香, Hayami Reika?) : Reika est une jeune chanteuse et idole de 17 ans. Belle et talentueuse, elle aime son métier mais est en manque de relations stables : elle dit travailler depuis son plus jeune âge mais elle aimerait surtout avoir de vrais amis. Elle rencontre Hajime dans le cadre d’un faux plateau télé. Hajime étant un fan passionné, ils sympathisent. Ils ont le même âge et de fait, ils s’entendent assez bien. Hajime prendra sa défense quand elle sera suspectée de meurtre et dès lors ses sentiments pour lui évolueront en amour. Par la suite, c’est toujours vers lui qu’elle se tournera quand elle aura des ennuis. Sa relation avec Miyuki est assez spéciale. Elles sont amies mais, aimant le même garçon, elles ne peuvent qu’être rivales. Elle est assez gentille et sensible mais cela ne l’empêche pas d’user de ses charmes pour séduire Hajime. Elle est très attachée à Hajime et souffre de voir à quel point son lien avec Miyuki est plus fort qu’il n’y parait. Reika a aussi une famille assez spéciale. Au fil des affaires où elle apparaît, on en apprendra plus sur son histoire personnelle.

- Yousuke Itsuki (いつき 陽介, Itsuki Yōsuke?) : Itsuki est journaliste indépendant. Loin de plaire à Hajime et Miyuki au départ, il va gagner leur estime peu à peu.Il apparaît d’abord comme insensible et profiteur, mais aussi coureur de jupons. Mais par la suite, il se révèle être quelqu’un de dévoué et loyal. Il a beaucoup d’amis, reporters pour la plupart, et se sert de ses relations pour obtenir des infos de toutes sortes. Hajime et lui se rendent souvent service mutuellement. Très efficace, il aidera Hajime plus d’une fois au cours d'une enquête. Au cours de l'histoire, il se met à vivre avec une petite fille qu’il a adoptée après que son père, l'un de ses amis, est décédé.

- Youichi Takatoh (高遠 遙一, Takatō Yōichi?) : Surnommé le Marionnettiste de l’enfer, ce surnom lui va à merveille, de par son caractère machiavélique et manipulateur. Magicien talentueux, à presque chacune de ses apparitions, il réalise un projet de meurtre machiavélique qu'il apporte au coupable de l'affaire. Celui-ci charge alors de l'exécuter tandis que Takatoh observe ses faits et gestes dans l'ombre. Comme Hajime, il est très intelligent et adore la magie. Ce sont d'ailleurs leurs seuls points communs : en dehors de ça, ils sont viscéralement opposés. La plupart des assassins qu'Hajime a rencontrés avaient commis des meurtres par vengeance et, à de rares occasions pour empêcher une personne de dévoiler un indice sur leur identité. Mais de tous les meurtriers auxquels Hajime a eu affaire, Takatoh est bien le seul qui peut tuer des gens par simple plaisir. Hajime et lui se livrent une guerre sans merci depuis qu'Hajime a juré de l'arrêter une bonne fois pour toutes. Il tente à plusieurs reprises de tuer Hajime et prend autant de plaisir à s’amuser avec lui qu’à assassiner ses « marionnettes ».

## Manga

### Série principale
Le manga est séparé en plusieurs séries, chacune comprenant différentes affaires mais suivant une seule continuité scénaristique :
- La série File (27 tomes), pré-publiée entre 1992 et 1997.
- La série Short File (6 tomes), pré-publiée entre 1997 et 2000.
- La série Case (10 tomes), pré-publiée entre 1998 et 2001.
- La série New (14 tomes), pré-publiée entre 2004 et 2011 à un rythme de parution irrégulier.
- La série 20e anniversaire (5 tomes), pré-publiée entre 2012 et 2013.
- La série R - Le Retour (14 tomes), pré-publiée entre 2014 et 2017.
- La série 37 ans (18 tomes), pré-publiée entre 2018 et 2024.
- La série 30e anniversaire (4 tomes), pré-publiée entre 2022 et 2023.
- La série Papa (1 tome, en cours), pré-publication à partir de 2025.

### Séries dérivées
Plusieurs mangas dérivés de l'histoire principale ont vu le jour au cours des années. Certains sont centrés sur des personnages secondaires, tandis que d'autres tournent en dérisions les affaires vécues par les personnages. Ci-dessous la liste des spin-offs publiés ou en cours de pré-publication :
- Les enquêtes d'Akechi (2 tomes) : Ecrit par Seimaru Amagi et dessiné par Sato Fumiya, ce spin-off est centré sur le personnage de Kengo Akechi et présente des affaires qu'il a résolues au cours de sa jeunesse et une fois entré dans la police.
- Les enquêtes de Takato (1 tome) : Ecrit par Seimaru Amagi et dessiné par Sato Fumiya, ce spin-off est centré sur le personnage de Yoichi Takato et présente une affaire vécu par ce dernier lors de sa jeunesse.
- Les enquêtes de l'inspecteur Akechi (5 tomes) : Ecrit et dessiné par Sato Yuki, ce spin-off est centré sur Akechi Kengo et présente des affaires qu'il a résolu en tant qu'inspecteur de police.
- Les excursions de 2 jours et 1 nuit de Kindaichi (3 tomes) : Ecrit et dessiné par Awabako, ce spin-off montre de façon humoristique les excursions de Hajime et Miyuki en reprenant des éléments du manga principal.
- Les enquêtes de Kindaichi Gaiden : Les affaires des criminels (10 tomes, en cours) : Ecrit et dessiné par Shinpei Funatsu, ce spin-off est centré sur les différents criminels des affaires du manga et raconte de façon humoristique leur point de vue de l'affaire.

## Anime
L'adaptation en série télévisée d'animation est produite par le studio Toei Animation avec une réalisation de Daisuke Nishio. Elle est diffusée du 7 avril 1997 au 11 septembre 2000 sur Nippon Television et comporte un total de 148 épisodes. En novembre 2007, deux nouveaux épisodes sont diffusés. Seuls les épisodes 1 à 50 ont été doublés en français.
Une nouvelle série intitulée Les Enquêtes de Kindaichi : Le Retour est diffusée entre avril et septembre 2014 au Japon et dans les pays francophones en simulcast sur Anime Digital Network. Une seconde saison est diffusée entre octobre 2015 et mars 2016.

### Films d'animation
Deux films sont sortis au cinéma, l'un réalisé en 1996 et l'autre en 1999,. 

### Épisodes spéciaux
À l'occasion des dix ans de la série d'animation, deux épisodes spéciaux d'une heure ont été produits et diffusés en 2007 sur Yomiuri TV.

### OAV
À l'occasion des vingt ans de publication du manga, deux OAV sont sortis directement en DVD en décembre 2012 et mars 2013, en bonus d'une édition limitée des volumes 3 et 4 de la série 20e anniversaire.

### Différences avec le manga
Bien que les séries animées adaptent la plupart des affaires en restant fidèle au manga, certaines différences majeures subsistent avec le format original. Tout d'abord, les affaires sont adaptées dans le désordre, ce qui fait que la chronologie globale est presque inexistante, bien que les affaires liées à d'autres affaires passées restent adaptées dans l'ordre en conservant leurs connexions. D'autre part, l'ensemble des scènes explicites, ou sous-entendues explicites, ont été censurées : Par exemple, au cours de l'affaire Les meurtres de Kindaichi, l'un des personnages féminins de l'affaire, souhaitant obtenir un indice sur une énigme, se cache sous une table pour faire une fellation à un autre personnage, tandis que dans l'anime, elle ne fait que lui murmurer des mots doux à l'oreille pour tenter de l'amadouer.
Une différence majeure concerne le personnage de Ryuta Saki : Alors que dans le manga, celui-ci est assassiné par le criminel au cours de L'affaire de l'hôtel occidental, et que son petit frère jumeau héritera de son rôle de caméraman après cette affaire, la série animée fait qu'il est attaqué mais reste en vie. Par la suite, il remplace ainsi son petit frère à chacune de ses apparitions dans l'histoire originale.
Enfin, certains épisodes sont créés directement par le studio d'animation ou complètement modifiées par rapport au format original. Par exemple, les deux affaires adaptées des livres CD, bien que partageant les mêmes titres, sont complètement différentes des affaires originales, tant au niveau des personnages, des meurtres que du décor. D'autre part, le studio a librement adapté deux affaires s'inspirant de Mystery Tours (attractions touristiques à thème se déroulant dans un lieu précis du Japon pendant une période limitée) : L'affaire du démon du chagrin, inspirée du Mystery Tour s'étant déroulé à Kanazawa, et L'affaire de la légende d'Izumo, inspirée de celui s'étant déroulé à Izumo.

### Doublage
| Personnages      | Voix japonaises    | Voix françaises   |
| ---------------- | ------------------ | ----------------- |
| Hajimé Kindaichi | Taiki Matsuno      | Christophe Hespel |
| Miyuki Nanase    | Akiko Nakagawa     | Claire Tefnin     |
| Isamu Kenmochi   | Jūrōta Kosugi      | Bruno Bulté       |
| Kengo Akechi     | Toshiyuki Morikawa | David Manet       |
| Reika Hayami     | Mayumi Iizuka      | Alexandra Corréa  |
| Itsuki           | Hiroaki Hirata     | Jean-Michel Vovk  |
| Fumi Kindaichi   | Haruna Ikezawa     | Lydia Cherton     |
| Yoichi Takatoh   | Kenichi Ono        | Damien Gillard    |

## Dramas
Il existe trois séries live Files of Young Kindaichi comportant des épisodes spéciaux,,. En 2012, un nouvel épisode spécial a été diffusé,.

## Produits dérivés

### Publications

#### Light novel
Une série de neuf light novels écrite par Seimaru Amagi avec des illustrations de Fumiya Satō a été publiée par Kōdansha entre septembre 1994 et avril 2001,.

#### Magazines
À l'occasion des 50 ans des magazines Weekly Shōnen Sunday et Weekly Shōnen Magazine, douze magazines bimensuels regroupant des chapitres de Kindaichi et Détective Conan ont été publiés entre le 10 avril 2008 et le 25 septembre 2008,.

### Jeux vidéo
Plusieurs jeux vidéo sont sortis au Japon. Le premier intitulé Kindaichi Shōnen no Jikenbo Hihōtō Arata Naru Sangeki (金田一少年の事件簿 悲報島 新たなる惨劇) est sorti le 29 novembre 1997 sur PlayStation et le dernier en date intitulé Kindaichi Shōnen no Jikenbo Akuma no Satsujin Kōkai (金田一少年の事件簿 悪魔の殺人航海) est sorti le 17 septembre 2009 sur Nintendo DS.